# عبد العزيز محمد الربيع
عبد العزيز محمد الربيع؛ (1927- 1982)، كاتب وناقد وتربوي سعودي، يُعد من الأسماء النقدية السعودية البارزة، وأول مدير عام للتعليم في منطقة المدينة المنورة، ورئيسًا لنادي المدينة الأدبي من عام 1975 إلى عام وفاته 1982، وهو من المشاركين والمكرّمين في مؤتمر الأدباء السعوديين الأول، الذي عقد في مكة عام 1974، وقد ساهم مع حسن مصطفى الصيرفي وعبد الرحمن رفه في تأسيس (أسرة الوادي المبارك)، ورأس نادي الأنصار الرياضي (العقيق حاليًا) ولم يصدر له في حياته سوى 4 مؤلفات، منها سيرته الذاتية بعنوان (ذكريات طفل وديع)، وبعد وفاته جُمعت أعماله غير المنشورة من قبل محمد صالح البليهشي، وطُبعت في نادي المدينة المنورة الأدبي بعنوان (سلسلة كتب الربيع)، ووصل مجموعها إلى نحو 6 مؤلفات، كما سُميت باسمه ثانوية (عبد العزيز الربيع) بالمدينة المنورة، تقديرًا وتخليدًا له.
وهو من خريجي المعهد العلمي السعودي ومعهد تحضير البعثات، ابتعث ليدرس في دار العلوم بالقاهرة وجامعة الإسكندرية تخرج منها عام 1951.
وهو من عائله يرجع نسبها إلى بني هاشم ذكر هذا في كتابه.